# Alexander County (North Carolina)

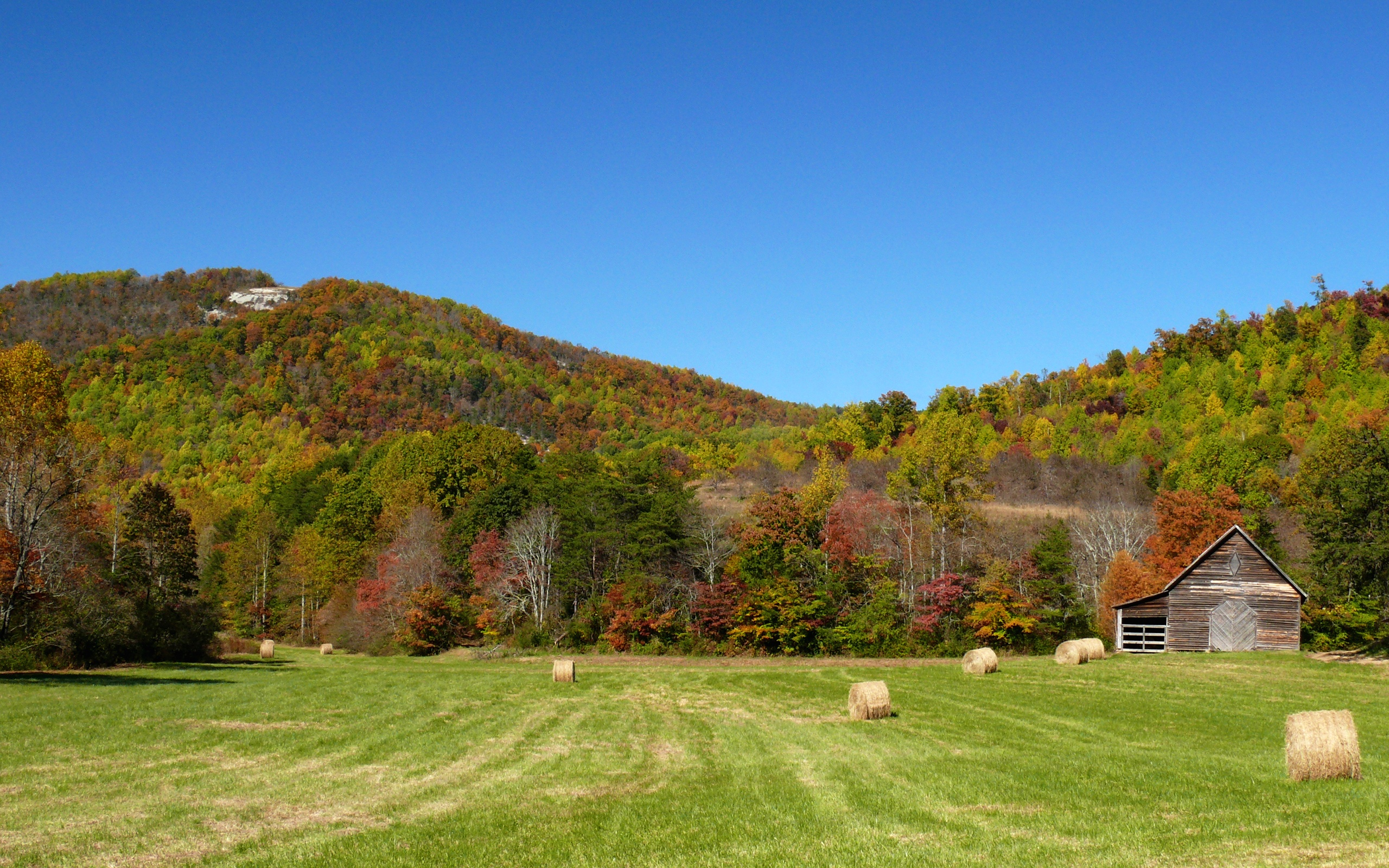
Brushy Mountains

Alexander County ist ein County im Bundesstaat North Carolina der Vereinigten Staaten und gehört zur Hickory-Morganton-Lenoir Metro Area. Der Verwaltungssitz (County Seat) ist Taylorsville, das nach General Zachary Taylor benannt wurde.

## Geographie
Das County liegt im mittleren Westen von North Carolina, zu einem großen Teil in den Brushy Mountains, ist im Norden etwa 70 km von Virginia, im Nordwesten etwa 80 km von Tennessee entfernt und hat eine Fläche von 682 Quadratkilometern, wovon 8 Quadratkilometer Wasserfläche sind. Es grenzt im Uhrzeigersinn an folgende Countys: Wilkes County, Iredell County, Catawba County und Caldwell County.
Alexander County ist in sieben Townships aufgeteilt: Ellendale, Gwaltneys, Little River, Millers, Sharpes, Sugar Loaf, Taylorsville und Wittenburg.

## Geschichte
Alexander County wurde am 15. Januar 1847 aus Teilen des Caldwell County, Iredell County und des Wilkes County gebildet. Benannt wurde es nach der Familie Alexander, deren Mitglieder frühe Befürworter der Besiedlung dieses Gebiets waren.

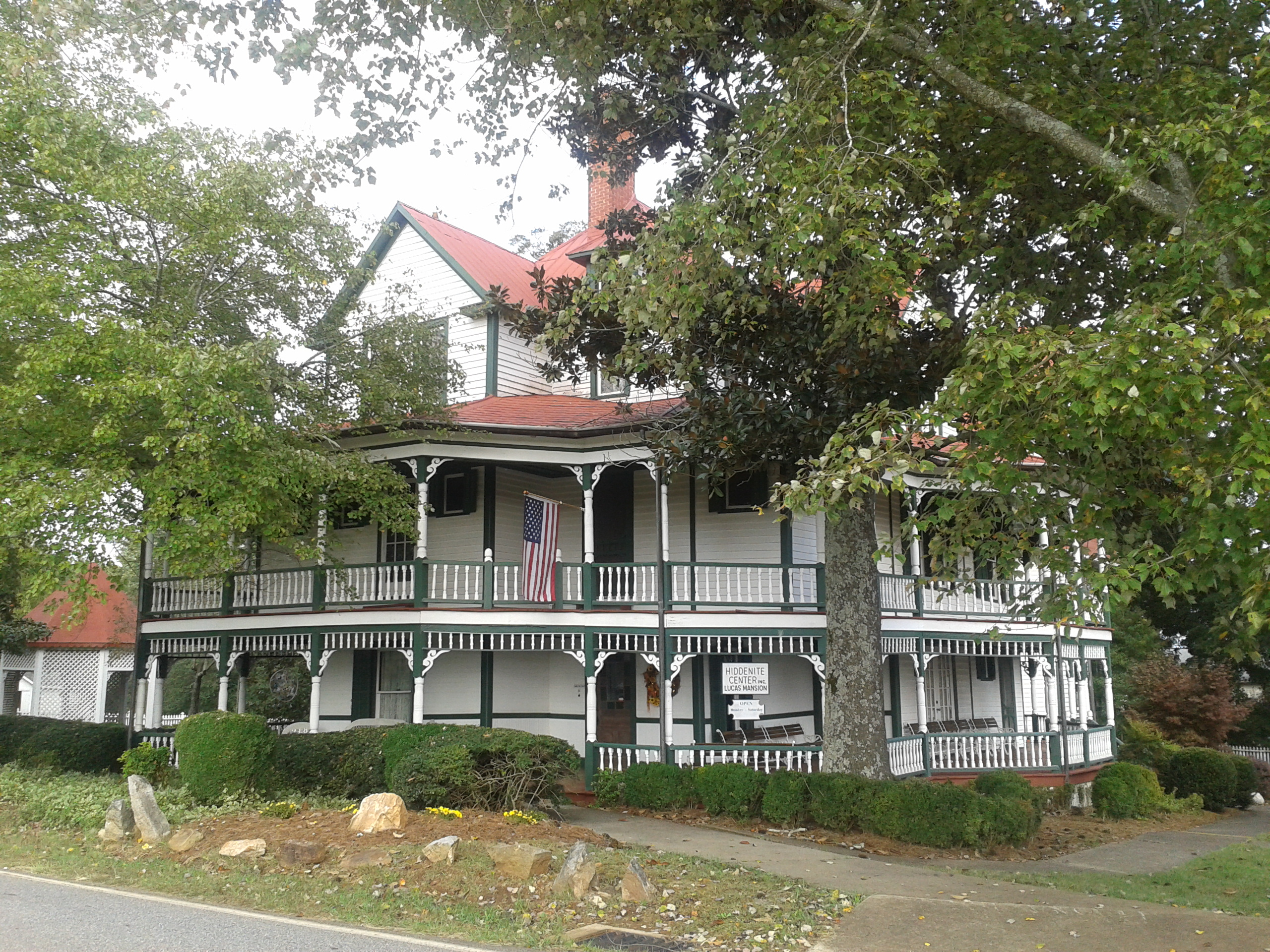
Lucas Mansion (2017)

Ein Gebäude des Countys ist im National Register of Historic Places eingetragen (Stand 21. Februar 2018), die Lucas Mansion.

## Demografische Daten
Nach der Volkszählung im Jahr 2000 lebten im Alexander County 33.603 Menschen. Davon wohnten 235 Personen in Sammelunterkünften, die anderen Einwohner lebten in 13.137 Haushalten und 9.747 Familien. Die Bevölkerungsdichte betrug 50 Einwohner pro Quadratkilometer. Ethnisch betrachtet setzte sich die Bevölkerung zusammen aus 92,00 Prozent Weißen, 4,63 Prozent Afroamerikanern, 0,15 Prozent amerikanischen Ureinwohnern, 1,04 Prozent Asiaten und 1,34 Prozent aus anderen ethnischen Gruppen; etwa 0,84 Prozent stammten von zwei oder mehr Ethnien ab. 2,50 Prozent der Bevölkerung waren spanischer oder lateinamerikanischer Abstammung.
Von den 13.137 Haushalten hatten 32,8 Prozent Kinder unter 18 Jahren, die bei ihnen lebten. 60,5 Prozent davon waren verheiratete, zusammenlebende Paare, 9,4 Prozent waren allein erziehende Mütter und 25,8 Prozent waren keine Familien. 21,9 Prozent waren Singlehaushalte und in 8,4 Prozent lebten Menschen mit 65 Jahren oder älter. Die Durchschnittshaushaltsgröße betrug 2,54 und die durchschnittliche Familiengröße war 2,95 Personen.
24,5 Prozent der Bevölkerung waren unter 18 Jahre alt. 7,9 Prozent zwischen 18 und 24 Jahre, 31,1 Prozent zwischen 25 und 44 Jahre, 24,6 Prozent zwischen 45 und 64, und 11,9 Prozent waren 65 Jahre alt oder Älter. Das Durchschnittsalter betrug 37 Jahre. Auf alle weibliche Personen kamen 99,4 männliche Personen. Auf alle Frauen im Alter von 18 Jahren oder darüber kamen 96,7 Männer.
Das jährliche Durchschnittseinkommen eines Haushalts betrug 38.684 US-$ und das jährliche Durchschnittseinkommen einer Familie betrug 45.691 $. Männer hatten ein durchschnittliches Einkommen von 29.857 $, Frauen 21.868 $. Das Prokopfeinkommen betrug 18.507 $. 8,5 Prozent der Bevölkerung und 5,9 Prozent der Familien lebten unterhalb der Armutsgrenze. 10,2 Prozent von ihnen sind Kinder und Jugendliche unter 18 Jahre und 14,6 Prozent sind 65 Jahre oder älter.

## Städte und Gemeinden
- Hiddenite
- Stony Point
- Taylorsville